# Dilbert
Dilbert es una tira cómica satírica creada por Scott Adams que ha aparecido en los periódicos desde 1989, dando lugar a varios libros, una serie animada de TV y numerosos productos relacionados que van desde muñecos rellenos hasta helados. En febrero de 2023, cientos de periódicos cancelaron 'Dilbert' después de que Adams hiciera comentarios racistas sobre los negros en los Estados Unidos, a quienes llamó un "grupo de odio", y Andrews McMeel, la empresa que había estado distribuyendo Dilbert, anunció que rompería su relación con Adams.
La trama de este cómic se desarrolla en una oficina (de hecho Adams trabajó en Pacific Bell).

## Personajes
Los principales personajes de esta tira encarnan los peores defectos del ambiente laboral, algunos de ellos son:
- Dilbert: personaje principal, excelente ingeniero que no sabe relacionarse en sociedad.
- Dogbert: su irreverente y mentiroso perro que se aprovecha del sistema.
- Ratbert: rata que escapa de un laboratorio y se instala en la casa de Dilbert. Lucha por ganarse el afecto de Dilbert y Dogbert.
- PHB (Pointy Haired Boss; en español, El Jefe Pelopunta): el jefe déspota y maleducado, que siempre exige responsabilidades más allá de la lógica. No tiene la menor idea sobre tecnología; es el arquetipo del gerente incompetente.
- Wally: el compañero que nunca trabaja e intenta obtener logros del trabajo ajeno.
- Alice: detesta la empresa, pero está comprometida con su trabajo y eso le provoca altos niveles de estrés; posee un carácter violento.
- Loud Howard o Chillón Howard: Es un tipo muy molesto por la manera en la que se expresa. Al tener una boca inmensa no puede controlar el timbre de su voz.
- Asok: el joven en prácticas en la empresa, idealista que poco a poco se va topando con la realidad de la vida.
- Ted: es un ingeniero. Representa al individuo genérico.
- Carol: la amargada secretaria del jefe de pelo puntiagudo, que odia a su jefe y a todos sus compañeros de trabajo.
- Catbert: Un gato que además es el malévolo director de recursos humanos, quien goza con el sufrimiento de sus empleados. En su primera aparición el color de su pelaje era castaño y no llevaba lentes. No se tenía planeado que fuese un personaje regular. Pero rápidamente ganó el respaldo de los fanes quienes instantáneamente lo bautizaron como Catbert. En su primera aparición Catbert entra a la casa de Dilbert. Atacando a Ratbert y dañando la computadora de Dilbert hasta que Dogbert finalmente logra sacarlo a patadas de la casa.
- Dilmom: madre de Dilbert, es una mujer sencilla e inteligente. Ella tiene casi el mismo nivel de conocimientos técnicos de Dilbert.
- Bob el dinosaurio: un dinosaurio vegetariano que es el ejecutor de wedgie en la oficina. Fue encontrado cuando Dilbert calculó que los dinosaurios no podían haberse extinguido, y por lo tanto, debían estar en la clandestinidad.
- El C.E.O.: El incompetente director ejecutivo de la empresa para la que trabaja Dilbert. Desde 2003, el C.E.O. se ha dibujado como un hombre joven con una cabeza grande y calva.

## Temática
La tira cómica originalmente giró alrededor del ingeniero Dilbert y su perro "mascota" Dogbert, con situaciones que tenían lugar en la casa de ambos, muchas tiras trataron de las características de ingeniero de Dilbert o sus raros inventos, en alternancia con tiras basadas en las ambiciones megalómanas de Dogbert. Más tarde, el escenario de la mayoría de la acción se trasladó al centro laboral de Dilbert: una gran compañía de tecnologías, con lo que la tira cómica empezó a satirizar el ambiente de trabajo de las Tecnologías de la Información y las situaciones de oficina. El éxito popular de la tira cómica se atribuye a las situaciones del ambiente laboral y los temas que son familiares a gran parte de su audiencia, que se siente identificada con Dilbert y hace una suerte de catarsis con las tiras. Todo aquel que trabajó en tecnología pasó alguna vez por alguna situación reflejada en la historieta.

## Títulos publicados en castellano
Alguno de los títulos publicados en castellano son:
- Dilbert 1: Aplace siempre sus reuniones con cualquier imbécil que le haga perder el tiempo (1997)
- Dilbert 2: ¡Traedme la cabeza de Willy el recadero! (1997)
- Dilbert 3: En forma usando el ratón (1999)
- Dilbert 4: Peleemos las ballenas (1999)
- Dilbert 5: Fugitivo de la policía cubicular (2000)
- Dilbert 6: Esta claro que no sobrevivirá únicamente gracias a su ingenio (2000)
- Dilbert 7: Los viernes han llegado demasiado lejos (2002)
- Dilbert 8: ¿Anti-business? No, anti-idiotas (2002)
- El principio de Dilbert
- El futuro de Dilbert
- El placer de trabajar